# نيكولاي أبراموف
نيكولاي أبراموف، من مواليد 5 يناير 1950، وتوفي في 6 أغسطس 2005، لاعب كرة قدم سوفييتي سابق، ومدرب كرة قدم سوفييتي سابق.
لعب مع منتخب الاتحاد السوفييتي لكرة القدم.

## روابط خارجية
- نيكولاي أبراموف على موقع قاعدة بيانات كرة القدم.إي يو (الإنجليزية)
- نيكولاي أبراموف على موقع ناشيونال فوتبول تيمز (الإنجليزية)
- نيكولاي أبراموف على موقع عالم كرة القدم.نت (الإنجليزية)